# Скляний палац

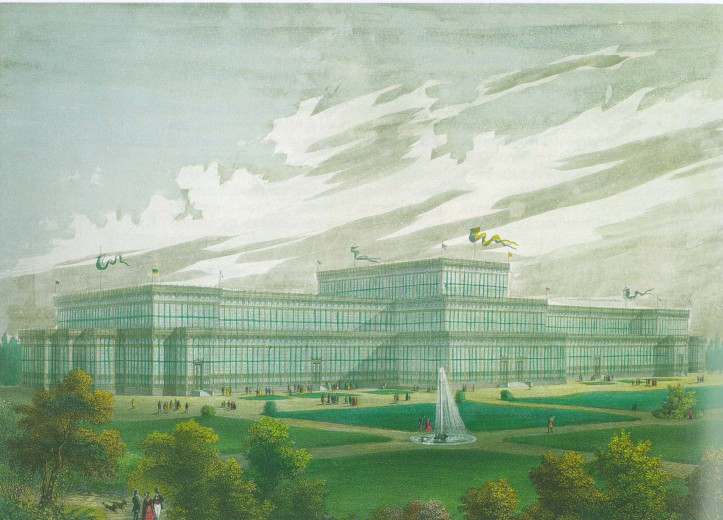
Скляний палац

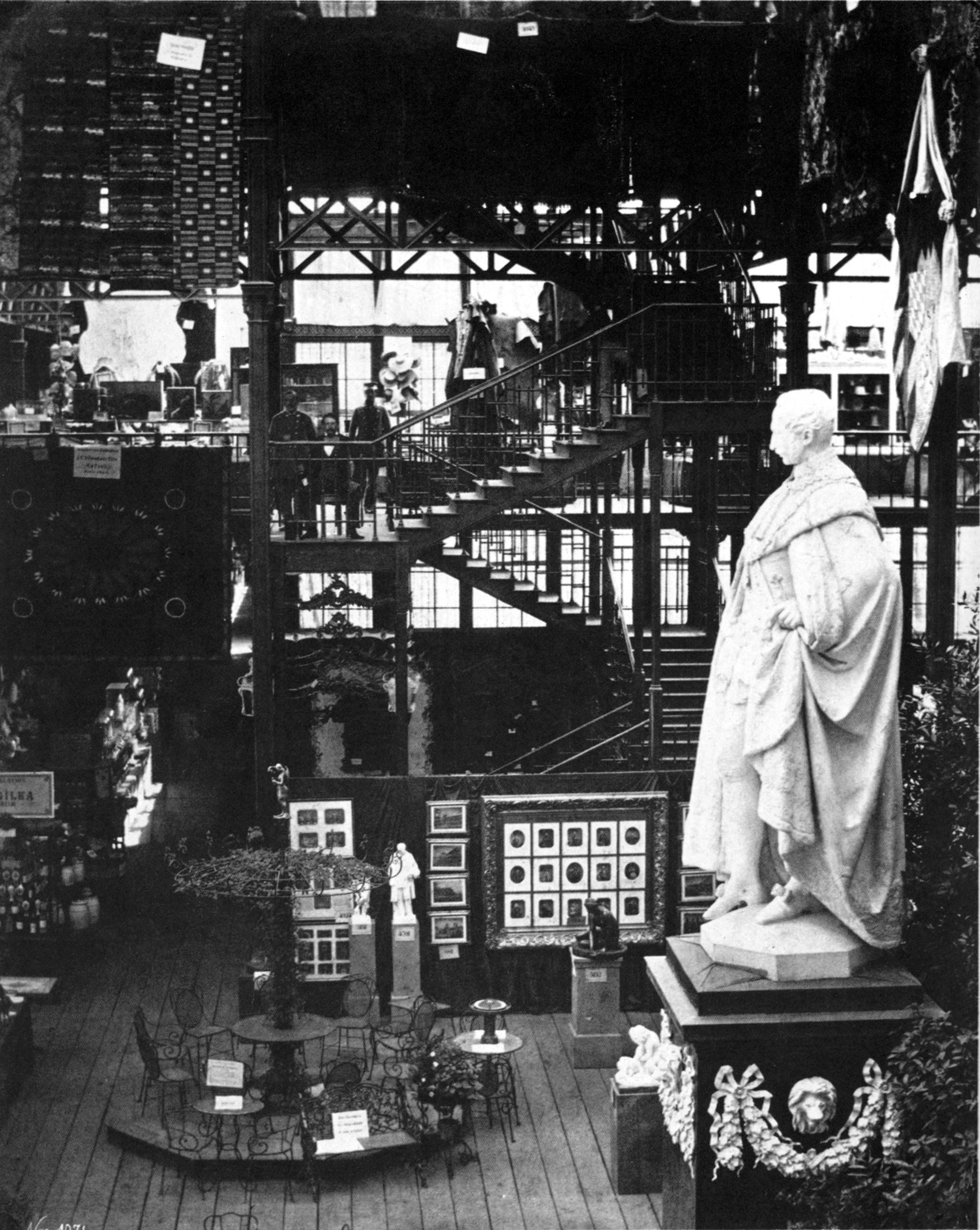
У виставковому залі Першої загальнонімецької промислової виставки. Експозиція праць Франца Ганфштенгля. 1854

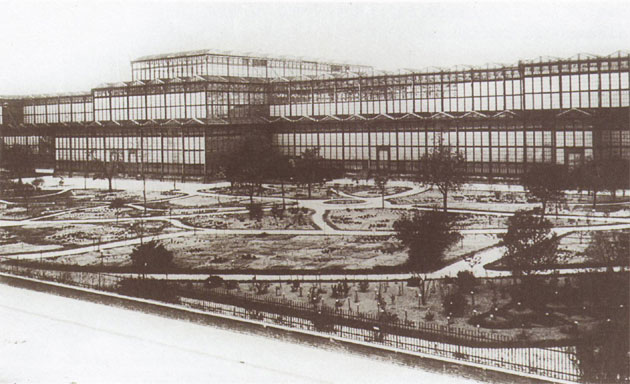
Скляний палац. Фотографія 1891 року

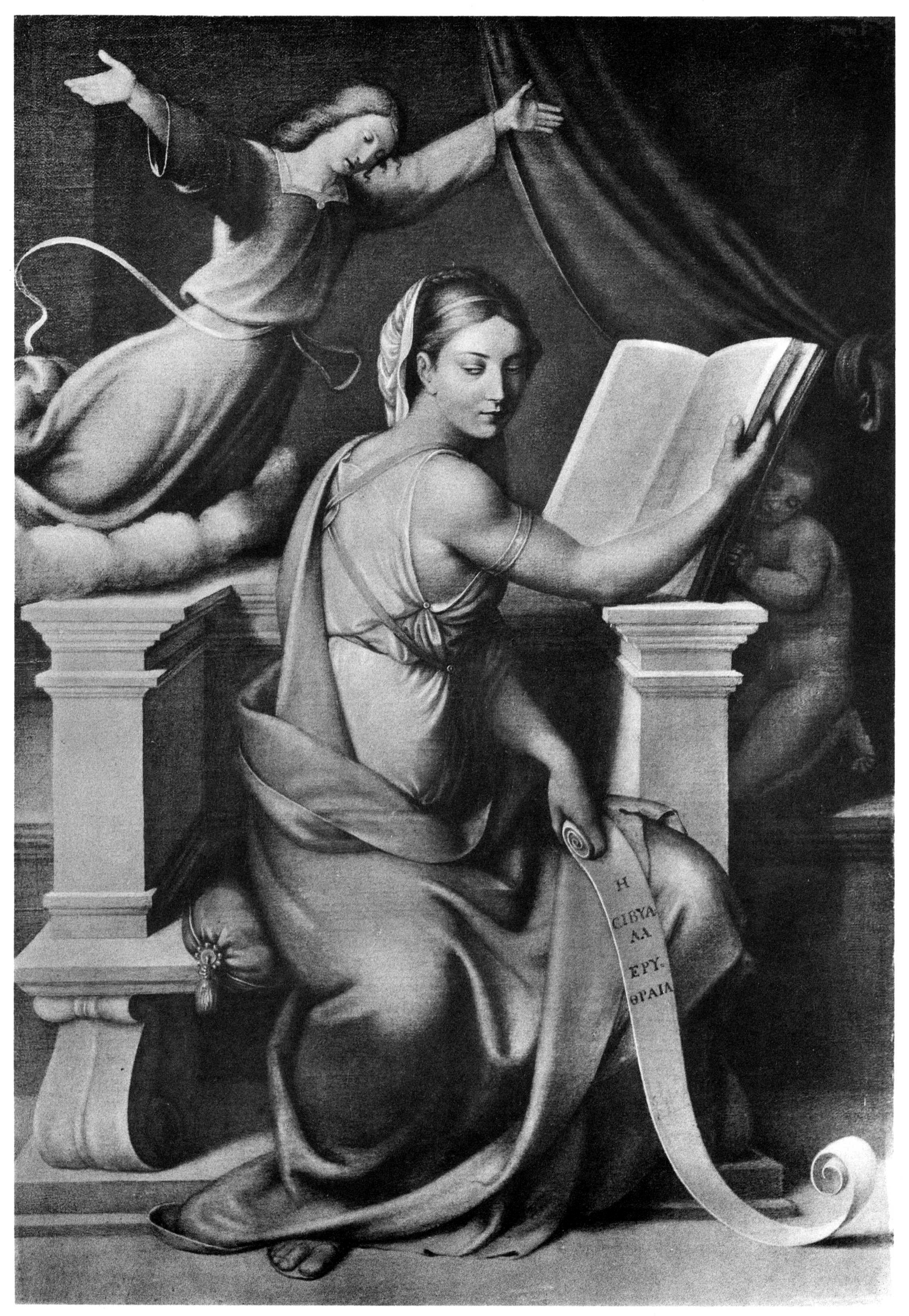
«Еритрейська сивіла». Згоріле при пожежі полотно роботи Фрідріха Овербека

48°08′32″ пн. ш. 11°33′53″ сх. д. / 48.1423° пн. ш. 11.5647° сх. д.
Скляний палац (нім. Glaspalast) — виставковий зал, що не зберігся, в Мюнхені, містився у північній частині Старого ботанічного саду неподалік від площі Штахус. Споруду із скла і чавуну було зведено в 1854 році за зразком лондонського Кришталевого палацу, того, що з'явився за три роки до цього. Скляний палац зовсім вигорів в результаті пожежі в 1931 році, а через п'ять років його сумну долю повторив лондонський побратим.
Король Баварії Максиміліан II віддав наказ про будівництво Скляного палацу в 1853 році у рамках підготовки до проведення в Мюнхені Першої загальнонімецької промислової виставки 1854 року, після закінчення якої Скляний палац передбачалося переобладнати на оранжерею. Згідно з проектом архітектора Августа фон Фойта будівля мала мати п'ятинефнbй двоповерховий зал з поперечним нефом посередині і прямокутними прибудовами по кутах. Довжина Скляного палацу складала 234 м, ширину — 67 м, висоту — 25 м. Витрати на будівництво, що тривало впродовж перших шести місяців 1854 роке, склали 800 тис. гульденів.
Перша загальнонімецька промислова виставка відкрилася в новому Скляному палаці 15 липня 1854 року. Приголомшливий успіх виставки затьмарив спалах холери, що поширилася спочатку серед службовців виставки, а пізніше і серед її відвідувачів.
У 1858 році в Скляному палаці відбулася Перша загальнонімецька художньо-історична виставка, в 1868 році — 1-а, а в 1888 році — 3-а Міжнародна художня виставка. У 1882 році в Скляному палаці проходила Міжнародна електротехнічна виставка, у рамках якої її організатор Оскар фон Міллер продемонстрував можливості передачі електроенергії на великі відстані, забезпечивши роботу електричного насоса для штучного водоспаду по 57-кілометровій лінії електропередачі з Місбаха до Мюнхена. Після 1889 року Скляний палац використовувався виключно для проведення художніх виставок, зустрічей діячів мистецтва, що перетворили його на місце, і міжнародний центр торгівлі предметами мистецтва. Окрім цього, в Скляному палаці проходили художні фестивалі.
Пожежа в мюнхенському Скляному палаці, що його повністю знищила, спалахнула 6 червня 1931 року. Пожежна тривога спрацювала о 3:30 ранку, а до ранку від будівлі залишилися тільки тліючі розвалини, скло, що оплавилося, і сталеві несучі конструкції, що погнулися. Внаслідок пожежі в Скляному палаці безповоротно втраченими виявилися більш ніж три тисячі витворів мистецтва, у тому числі було повністю знищено 110 полотен із спеціальної виставки «Твори німецьких романтиків від Каспара Давида Фрідріха до Моріца фон Швінда». Ще близько тисячі робіт сучасних художників того часу отримали серйозні ушкодження, цілими і неушкодженими після пожежі виявилося тільки 80 робіт. Особливо трагікомічним виглядає той факт, що вогонь пощадив картини, які зберігалися в сусідньому сараї, забраковані організаторами виставки. Засоби масової інформації оголосили пожежу в Скляному палаці однією з найбільших катастроф в історії європейського мистецтва. За увесь період історії після Тридцятирічної війни Німеччина не втрачала стільки предметів мистецтва, як в результаті однієї пожежі в Скляному палаці. Збиток від пожежі оцінювався в 25-30 млн марок. При проведенні рятувальних робіт постраждало 20 пожежників. Відносно генерального директора Ціммермана, який усупереч усім небезпекам рвався рятувати художні цінності з повністю вигорілих 75 залів, поліції довелося застосувати фізичну силу.
Спочатку вважалося, що пожежа виникла в результаті самозаймання просочених олією ганчірочок в столярній майстерні, також ходили непідтверджені чутки про акт помсти з боку невдоволених поціновувачів мистецтва. Відповідна експертиза згодом встановила, що причиною пожежі в Скляному палаці був підпал. Для усунення наслідків національної катастрофи на нараді в міністерстві культури, що відбулася в другій половині дня, було прийнято рішення звернутися з проханням про допомогу до усього німецького народу.
Після приходу до влади націонал-соціалістів в 1933 році, рішення про відновлення Скляного палацу на колишньому місці було скасоване. Замість Скляного палацу в 1937 році в мюнхенському Англійському саду був побудований Будинок німецького мистецтва. Вцілілий після пожежі фонтан поблизу Скляного палацу нині встановлений на площі Вайсенбургер-плац в мюнхенському районі Хайдхаузен. На місці самого Скляного палацу нині міститься будівля «Паркове кафе», в якому працюють ресторан, бар і пивний сад.

## Ресурси Інтернету
- Вікісховище має мультимедійні дані за темою: Скляний палац
- Оцифровані каталоги виставок у Скляному палаці за 1869—1931 роки(нім.)
- denkmaeler-muenchen.de
- Historisches Lexikon Bayerns(нім.)
- Сайт Park Cafe(нім.)

1. 1 2  archINFORM — 1994.